# Med (tidskrift)
MED var namnet på en månadstidskrift i Svenska kyrkan vars innehåll ägnades mission, evangelisation och diakoni. Tidskriften gavs ut från 1971 till 1982. Vid dess nedläggning ersattes den av Kyrkans Tidning.